# Ludwik Schweizer
Ludwik Tadeusz Schweizer (ur. 14 stycznia 1894 w Bursztynie, zm. 28 lutego 1960 w Londynie) – pułkownik dyplomowany kawalerii Wojska Polskiego, kawaler Orderu Virtuti Militari.

## Życiorys
Urodził się 14 stycznia 1894 w Bursztynie, w ówczesnym powiecie rohatyńskim Królestwa Galicji i Lodomerii, w rodzinie Karola i Marii z Gruszeckich. Mógł być przyrodnim bratem Jana Kantego (1890–1945), porucznika piechoty rezerwy Wojska Polskiego, odznaczonego Krzyżem Walecznych i Medalem Niepodległości i Heleny (1901–1981), zamężnej z Henrykiem Sędziwym (1903–1999), dyrektorem Państwowego Liceum i Gimnazjum w Zakopanem (1937–1939, 1945–1948) oraz I Liceum Ogólnokształcącego im. Bartłomieja Nowodworskiego w Krakowie (1948–1971).
W czerwcu 1912 ukończył naukę w klasie VIII z wynikiem dobrym i zdał egzamin dojrzałości w c. k. Gimnazjum Lwowskim im. Franciszka Józefa. Jego kolegą szkolnym był m.in. Adam Brzechwa-Ajdukiewicz.
W latach 1912–1914 był słuchaczem Terezjańskiej Akademii Wojskowej w Wiener Neustadt. W 1914 został mianowany porucznikiem i wcielony do c. i k. 13 pułku ułanów. Do 1916 dowodził plutonem i szwadronem. Na stopień nadporucznika został awansowany ze starszeństwem z 1 lutego 1916. W 1917 został przydzielony do Polskiej Siły Zbrojnej w charakterze instruktora.
W listopadzie 1918 wstąpił do Wojska Polskiego. 27 sierpnia 1920 został zatwierdzony z dniem 1 kwietnia 1920 w stopniu rotmistrza, w kawalerii, w grupie oficerów byłej armii austro-węgierskiej. Pełnił wówczas służbę w 1 pułku szwoleżerów. Walczył w wojnie polsko-bolszewickiej w szeregach 3 pułku szwoleżerów. Wyróżnił się w czasie zagonu na Korosteń.
Po zakończeniu wojny pozostał w służbie zawodowej, w 3 pułku szwoleżerów w Suwałkach. 3 maja 1922 został zweryfikowany w stopniu rotmistrza ze starszeństwem od 1 czerwca 1919 i 174. lokatą w korpusie oficerów jazdy (od 1924 – kawalerii). W 1923 pełnił obowiązki dowódcy II dywizjonu pułku. 31 marca 1924 prezydent RP nadał mu stopień majora ze starszeństwem z dnia 1 lipca 1923 i 23. lokatą w korpusie oficerów kawalerii. Z dniem 1 listopada 1924 został odkomenderowany z macierzystego pułku do Wyższej Szkoły Wojennej (franc. École Supérieure de Guerre) w Paryżu na przeciąg dwóch lat. Z dniem 1 stycznia 1927 został przydzielony do dyspozycji szefa Sztabu Generalnego z równoczesnym przeniesieniem służbowym do Oddziału III Sztabu Generalnego na okres trzech miesięcy. W kwietniu tego roku został przydzielony do Doświadczalnego Centrum Wyszkolenia w Rembertowie na stanowisko wykładowcy. 26 stycznia 1928 awansował na podpułkownika ze starszeństwem z dniem 1 stycznia 1928 i 19. lokatą w korpusie oficerów kawalerii. W lipcu 1929 został przeniesiony do 5 pułku ułanów w Ostrołęce na stanowisko zastępcy dowódcy pułku. 27 stycznia 1932 objął dowództwo 4 pułku ułanów w Wilnie. 14 lutego 1936 zastąpił pułkownika Tadeusza Machalskiego na stanowisku dowódcy 26 pułku ułanów w Baranowiczach. Na stopień pułkownika został mianowany ze starszeństwem z dniem 19 marca 1937 i 2. lokatą w korpusie oficerów kawalerii.
Jako dowódca 26 pułku ułanów w składzie Nowogródzkiej Brygady Kawalerii uczestniczył w kampanii wrześniowej 1939. Przeszedł szlak bojowy od Lidzbarka, przez Płock, Nowy Dwór Mazowiecki, Garwolin, w walkach odwrotowych na Lubelszczyźnie wycofując się w kierunku Sambora. Po kapitulacji pułku przed Armią Czerwoną w rejonie wsi Władypol i rozwiązaniu przez generała Andersa Nowogródzkiej Brygady Kawalerii przeszedł z kilkoma żołnierzami granicę węgierską i został internowany}.
Uciekł z obozu dla internowanych i przedostał się do Francji a później Wielkiej Brytanii. Służył w Polskich Siłach Zbrojnych, w jednostkach stacjonujących w Szkocji. Skonfliktowany z generałem Andersem, w 1943 opublikował własnym nakładem książkę wspomnieniową Wojna bez legendy, w której zawarł krytyczną ocenę działań swego przełożonego we wrześniu 1939. Po wojnie pozostał na emigracji, mieszkał w Londynie. Tuż przed śmiercią po raz kolejny wystąpił przeciwko Władysławowi Andersowi, zeznając jako świadek w procesie o zniesławienie, który ten wytoczył Adamowi Gaś i Michałowi Kwiatkowskiemu, redaktorowi emigracyjnego pisma „Narodowiec”.

## Ordery i odznaczenia
- Krzyż Srebrny Orderu Wojskowego Virtuti Militari nr 2815 – 1921[37][38][6][39]
- Krzyż Walecznych[40][33]
- Złoty Krzyż Zasługi – 19 marca 1936 „za zasługi w służbie wojskowej”[41][42]
- Medal Pamiątkowy za Wojnę 1918–1921[40]
- Medal Dziesięciolecia Odzyskanej Niepodległości[40]
- Srebrny Medal Zasługi Wojskowej z mieczami na wstążce Krzyża Zasługi Wojskowej[12]
- Brązowy Medal Zasługi Wojskowej z mieczami na wstążce Krzyża Zasługi Wojskowej[12]
- Krzyż Wojskowy Karola[12]

5 listopada 1935 Komitet Krzyża i Medalu Niepodległości odrzucił wniosek o nadanie mu tego odznaczenia „z powodu braku pracy niepodległościowej”.